# Immortal (film)
Immortal (francouzsky Immortel (ad vitam)) je anglicky mluvený francouzský sci-fi film z roku 2004. Natočil jej Enki Bilal na motivy svého komiksu La Foire aux immortels. Film kombinuje hranou a počítačem animovanou techniku. Na rozdíl od podobných kombinovaných filmů té doby je animována i velká část lidských postav.

## Děj
Děj se odehrává v roce 2096 v bizarním New Yorku, ovládaném mocnou korporací Biotica. Egyptský bůh Hor má týden na to, aby před svou smrtí našel ženu, s níž může zplodit syna. Využije k tomu Alcide Nikopola, politického vězně, který se při nehodě předčasně dostal z vězení. V Nicopolově těle, které částečně ovládá, svede tajemnou dívku Jill a ji i Nikopola ochrání před pronásledováním najatých vrahů.